# Columbia Records
Columbia Records — американська фірма звукозапису, заснована 1888 року. Найстаріша та одна з найуспішніших компаній звукозапису у світі.

## Історія
Історія фірми розпочиналася 1887 року, коли компанія American Graphophone Company, заснована британськими винахідниками Чичестером Беллом та Чарлзом Тейнтером, створила регіональне відділення, яке працювало в штатах Меріленд, Делавер та окрузі Колумбія — саме через це нова компанія була названа Columbia Phonograph Company. Винахідники спочатку намагалися створити пристрій для відтворювання звуків, схожий на фонограф, винайдений Томасом Едісоном, але згодом об'єднали зусилля, почали продавати фонографи Едісона та випускати грамофонні платівки. Компанія відкривала офіси по всьому світу, зокрема в Парижі та Лондоні, але після Першої світової війни та економічної кризи була змушена продати своє європейське відділення. Так 1923 року було створено британську компанію Columbia Graphophone Company, якою керував Луїс Стерлінг.
В середині 1920-х років частиною Columbia став лейбл звукозапису Okeh Records, який випускав записи блюзових та джазових музикантів. Продажі платівок значно зросли, і 1927 року сягнули рекордних 104 млн за рік. Після Великої депресії та економічного занепаду справи лейблу йшли напрочуд погано, тому компанія переходила від одного власника до іншого. Якщо 1925 року індустріальна компанія Grigsby-Grunow придбала Columbia за 2,5 млн доларів, то 1934 року була змушена продати його лише за 70 тис. доларів корпорації American Record Corporation (ARC), а ті своєю чергою продали Columbia Records разом з двома іншими лейблами Brunswick та Vocalion Вільямові С. Пейлі, засновнику медіакомпанії Columbia Broadcasting System (CBS).
Починаючи з 1940-х років лейбл Columbia знову став успішним, розповсюджуючи записи таких виконавців, як Каунт Бейсі, Дюк Еллінгтон, Бенні Гудмен та Френк Сінатра. Саме інженери Columbia Records винайшли 1948 року довгограючу платівку, на кожну сторону якої можна було записати до 20-25 хвилин музики, після чого на них стали виходити записи симфонічної музики та мюзиклів. У 1950-ті роки зірками лейблу були Ґай Мітчелл, Френкі Лейн, Джонні Рей, а у 1960-ті — Доріс Дей, Джонні Метіс, Барбра Стрейзанд, Енді Вільямс, а також ціла низка рок- та фолк-виконавців, починаючи з Боба Ділана, The Byrds, Simon and Garfunkel.
Після того, як Columbia Records очолив Клайв Девіс, лейбл став приділяти більше уваги попмузиці. До їхнього каталогу додалися гурти Blood, Sweat & Tears, Santana, співаки Дженіс Джоплін та Ніл Даймонд, гурт Pink Floyd, кантрі-співаки Джонні Кеш, Марті Роббінс, Теммі Вайнетт, багато соул-виконавців, продюсованих дуетом Гембл і Хафф. На британському відділенні Columbia CBS Records International виходили альбоми Джорджі Фейма, The Tremeloes, Marmalade, Девіда Ессекса. В середині 1970-х років президентом компанії став Волтер Єтнікофф, який забезпечив подальше зростання лейблу і досягнення неймовірних показників продажів — 1 млрд доларів на рік. Під його керівництвом було укладено умови з такими артистами, як Брюс Спрінгстін, Біллі Джоел, Пол Маккартні, New Kids on the Block, Міт Лоф, Шейкін Стівенс, Елісон Моє, Пол Янг, Adam and the Ants, The Clash.
1987 року японська корпорація Sony Music Entertainment придбала лейбл у батьківської компанії CBS. Сума угоди склала 2 млрд доларів. За домовленістю, японська компанія отримала всі лейбли звукозапису, що належали CBS, але не мала право використовувати торгівельну марку «CBS Records». Щодо назви «Columbia Records», CBS володіла правами на цей бренд в США, але не в Європі, де бренд «Columbia» належав EMI. Лише після того, як Sony викупила в EMI права на назву «Columbia», Columbia Records знову стала лейблом, який можна було використовувати по всьому світові. В 1990-ті роки на Sony Columbia виходили альбоми таких виконавців, як The Clash, Мерая Кері, Майкл Болтон, Вілл Сміт, Рікі Мартін, Kula Shaker, Manic Street Preachers, Savage Garden, у 2000-ті роки — Брюс Спрінгстін, Барбра Стрейзанд, Destiny's Child, A1, Las Ketchup, Джон Меєр та багато інших.

## Українські звукозаписи
Від 1903 до 1952 року Columbia Records випустила на північноамериканський ринок найбільшу, серед інших американських та канадських фірм звукозапису, кількість українських звукозаписів. Першу серію фірма позначила літерою Е (ethnic), у ній були записи різних національностей, між ними 123 українські платівки. У 1923 році для українських 10-дюймових платівок відведено окрему 27000 серію з літерою F після порядкового числа. До 1941 року число цієї серії досягло 27403-F, а 12-дюймові українські платівки серії F випущено від числа 70000 до 70019. Підрахувавши всі платівки в серіях Е, F, включно з т. зв. «лемко-рашен» («Lemko-Russian») та «карпейто-рашен» («Carpatho-Russian») у російській серії 20000-F, то всі українські записи цієї фірми становлять близько 600 платівок.

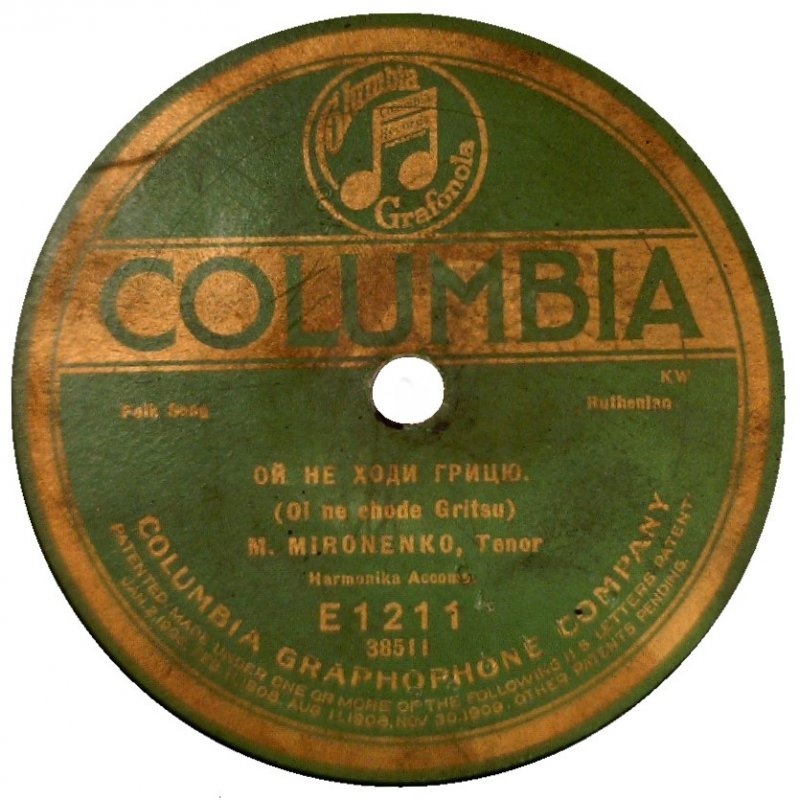
Columbia Phonograph Co. Платівка із записом української народної пісні «Ой не ходи, Грицю». Виконавець — М. Мироненко. 1910-ті рр.
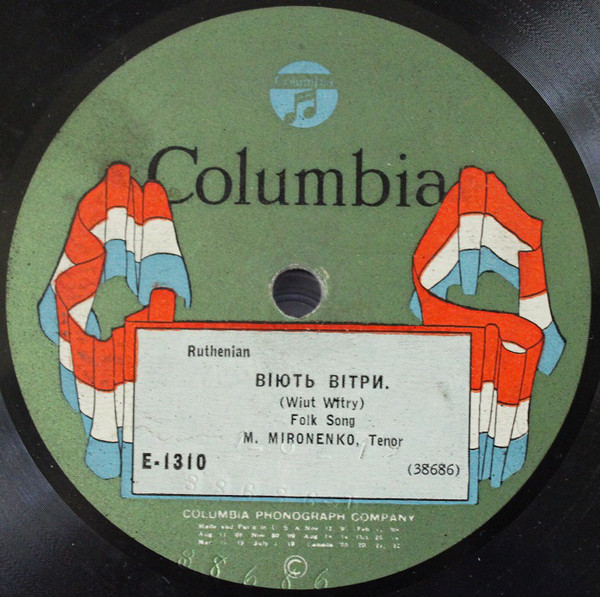
Columbia Phonograph Co. Платівка із записом української народної пісні «Віють вітри, віють буйні» Виконавець — М. Мироненко. 1913
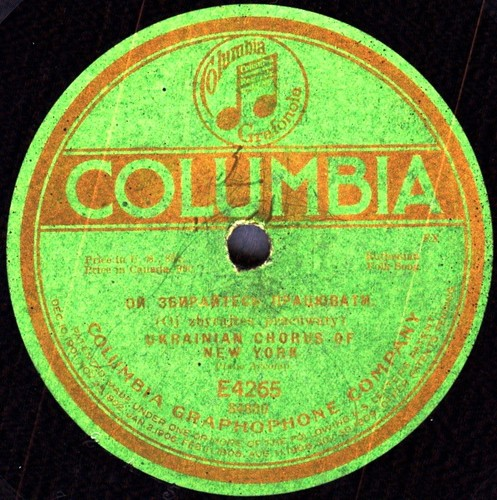
Columbia Graphophone Co. Український хор з Нью-Йорку виконує хор «Ой збирайтесь працювати» з опери С. Гулака-Артемовського «Запорожець за Дунаєм». 1918?